# UN-Klimakonferenz in Madrid 2019
Die UN-Klimakonferenz in Madrid 2019 (englisch United Nations Framework Convention on Climate Change, 25th Conference of the Parties, kurz COP25; nach der ursprünglich geplanten Konferenzstadt anfangs auch Santiago Climate Change Conference) war die 25. UN-Klimakonferenz. Sie fand vom 2. bis 15. Dezember 2019 in der spanischen Hauptstadt Madrid statt.
Gleichzeitig war sie das 15. Treffen zum Kyoto-Protokoll (englisch 15th Meeting of the Parties to the 1997 Kyoto Protocol, kurz CMP 15) sowie das 4. Treffen der Conference of the Parties serving as the meeting of the Parties to the Paris Agreement (CMA 2).
Die UN-Klimakonferenz 2019 war die Folgekonferenz der COP24 vom 2. bis 15. Dezember 2018 in Katowice in Polen, das Folgetreffen COP26 fand Anfang November 2021 im schottischen Glasgow statt.

## Ausrichter

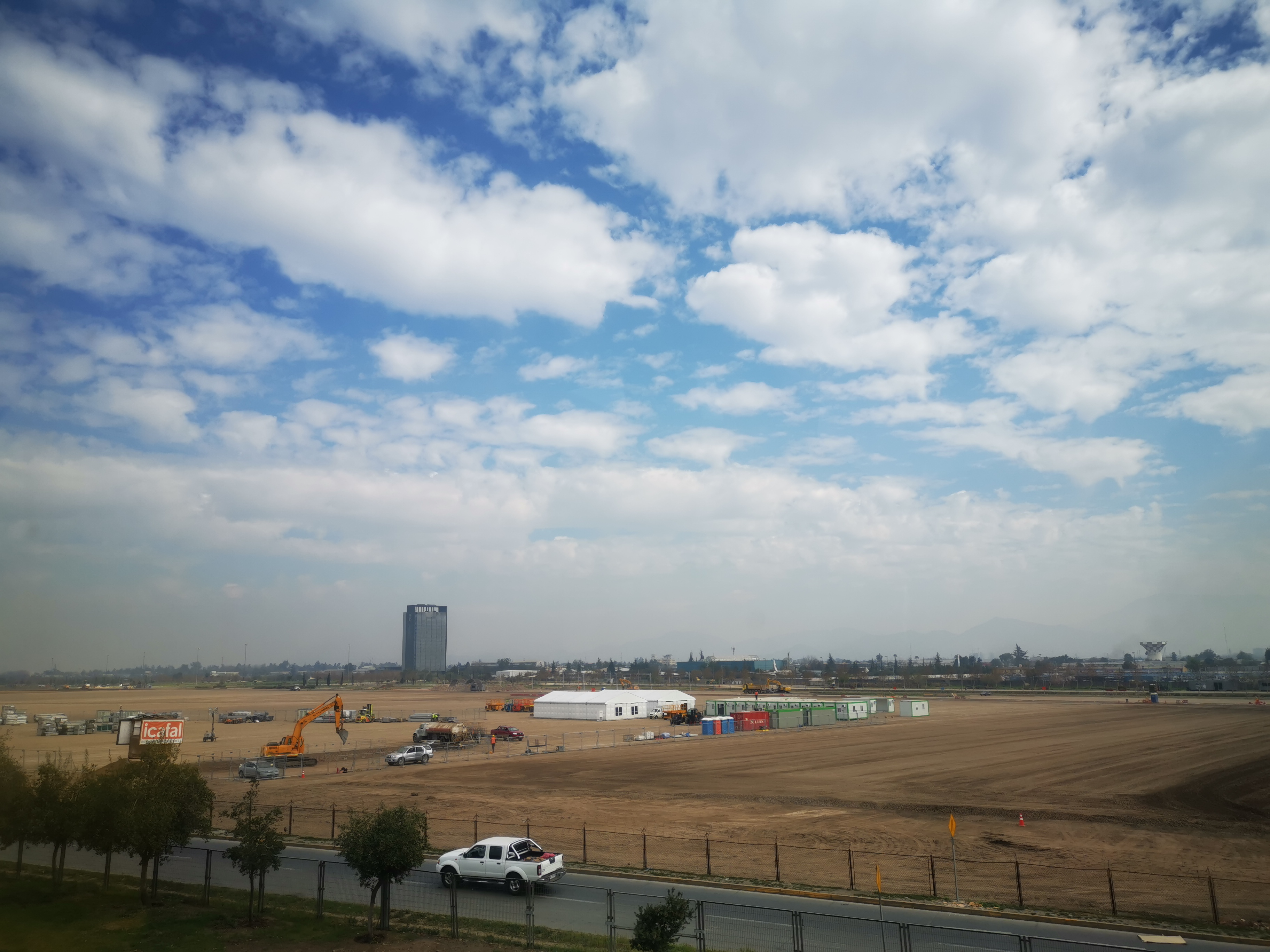
Erste Vorbereitungen in Santiago de Chile im August 2019

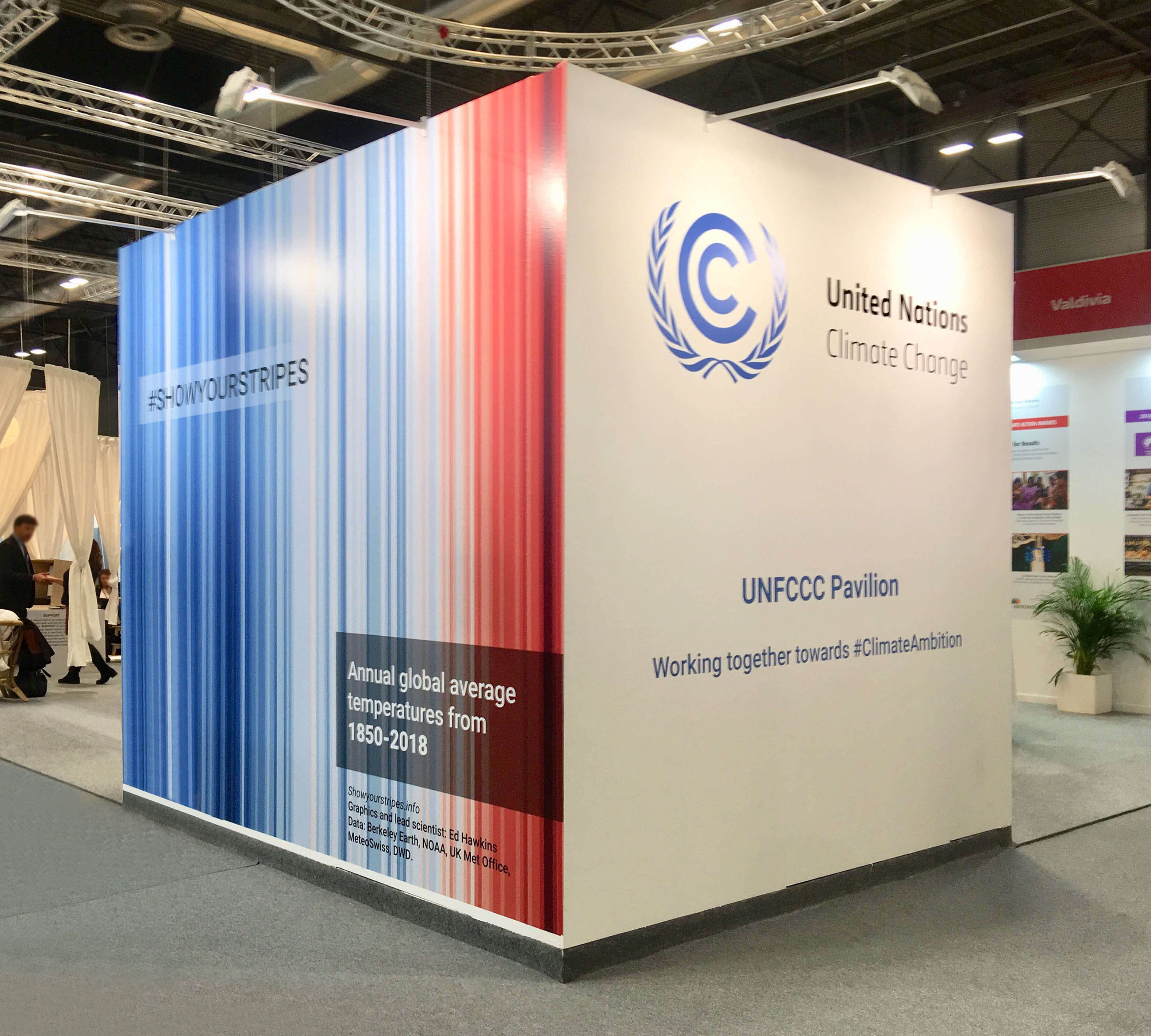
Ed Hawkins’ "Klimastreifen" auf einem Infowürfel der UNFCCC

Das ursprünglich für Südamerika als Gastgeber angetretene Brasilien zog sein Angebot zur Ausrichtung der Konferenz, auf Drängen des designierten Präsidenten Jair Bolsonaro, bereits vor Beginn der COP24 wieder zurück – offiziell „wegen finanzieller Engpässe und des anstehenden Regierungswechsels“.
Stattdessen luden der Präsident von Chile Sebastián Piñera und seine Umweltministerin Carolina Schmidt gegen Ende der COP24 für Dezember 2019 oder Januar 2020 in die Hauptstadt Santiago de Chile ein.
Am 30. Oktober sagte Piñera die Konferenz in seinem Land kurzfristig ab und begründete dies mit den Protesten gegen die Regierung. Anstelle von Santiago de Chile wurde Anfang November 2019 die spanische Hauptstadt Madrid mit der Ausrichtung beauftragt. Der Termin wurde beibehalten. Ebenso blieb die politische Leitung der Konferenz bei der chilenischen Regierung, namentlich bei Umweltministerin Carolina Schmidt.
Unterstützt wurde die Ausrichtung der Veranstaltung unter anderem von Iberdrola, Endesa, Banco Santander, Suez, Telefonica, Fundación Abertis, Banco Bilbao Vizcaya Argentaria, Acciona und Indra.

## Leitsatz
Die Konferenz trug den Leitsatz und das entsprechende Hashtag „TiempoDeActuar“ bzw. „TimeForAction“ („[Es ist] Zeit, zu handeln“).

## Themen
Schlüsselthema der Vertragsstaaten des Übereinkommens von Paris war die Fertigstellung des ergänzenden Regelwerks. Der größte Teil des Regelwerks wurde während der COP24 / CMA 1-3 in Katowice vereinbart, Regeln zum Artikel 6 des Paris-Übereinkommens wurden dort aber ausgeklammert. Dieser Artikel sieht verschiedene kooperative Mechanismen für Emissionsminderungen vor:
1. Staaten können bilateral Emissionsminderungen übertragen (Artikel 6 (2)), ein Staat, der seine eingegangenen Verpflichtungen übererfüllt, kann die zusätzlichen Emissionsminderungen an andere Staaten verkaufen, die sich diese auf ihre Minderungsziele anrechnen lassen können,
2. einen internationalen Emissionshandel mit öffentlichen und privaten Teilnehmern (Artikel 6 (4)), auch als Sustainable Development Mechanism (SDM) bezeichnet, in Anlehnung an seinen Vorgänger, den Clean Development Mechanism des Kyoto-Protokolls,
3. nicht-marktbasierte Mechanismen (Artikel 6 (8)).

Die marktbasierten Mechanismen sollen den teilnehmenden Staaten einen Anreiz bieten, Emissionsminderungen in anderen Staaten zu finanzieren, wo dies kostengünstiger möglich ist. Von der Kosteneffizienz verspricht man sich höhere Klimaschutz-Ambitionen und damit höhere Minderungsbeiträge (Nationally Determined Contributions, NDCs) der Mitgliedsländer in den Folgejahren. Die Vereinbarung von Regeln für den umstrittenen Artikel 6 gilt als Voraussetzung dafür, dass die Vertragsstaaten, wie geplant, im Jahr 2020 neue NDCs zusagen können.
Kurz nach Ende der Konferenz endet die zweite Verpflichtungsperiode des Kyoto-Protokolls, die bis Ende November 2019 noch nicht in Kraft getreten war, weil die Mindestzahl an Ratifikationen noch nicht erreicht war.

## Verlauf

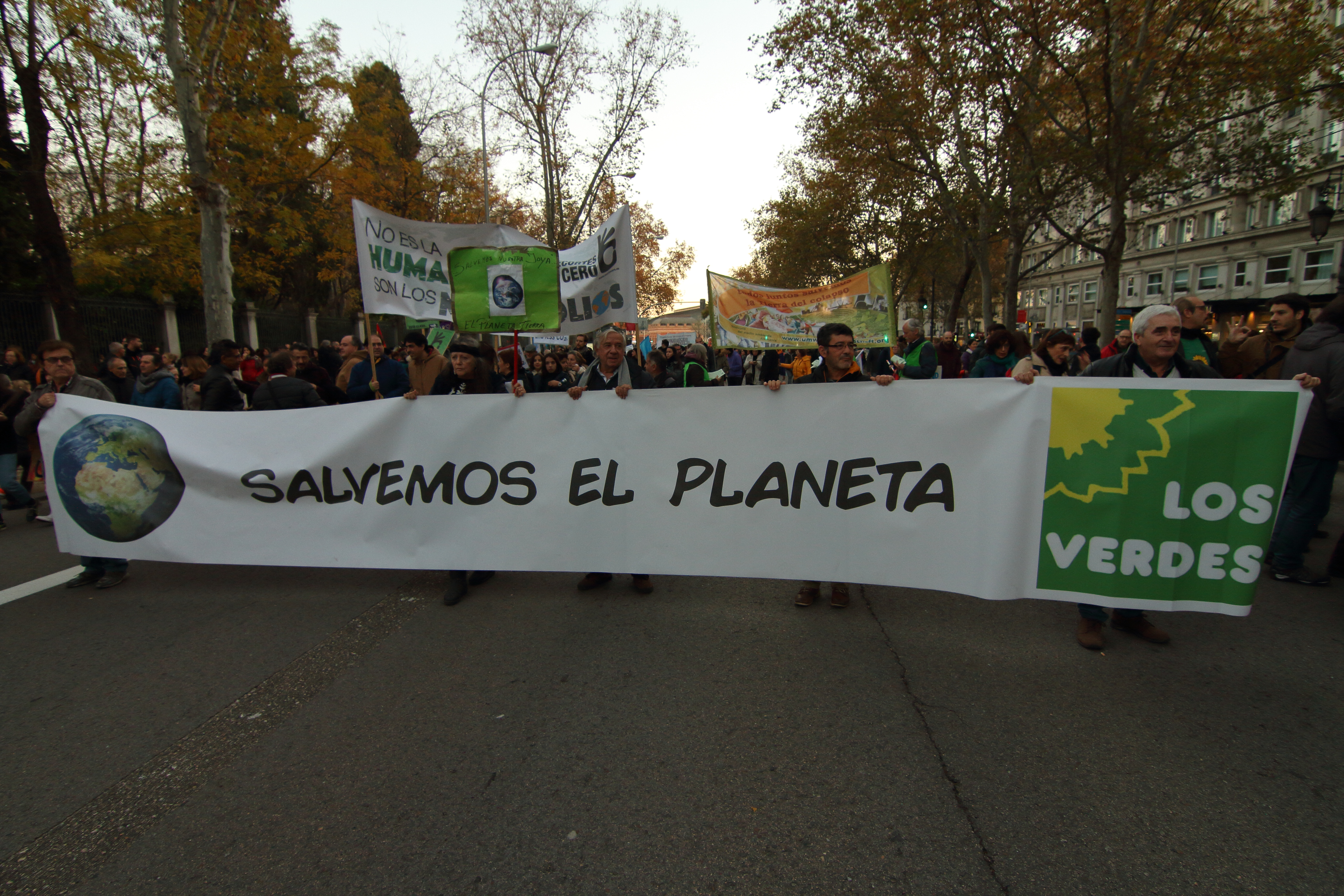
Klimademo in Madrid am 6. Dezember

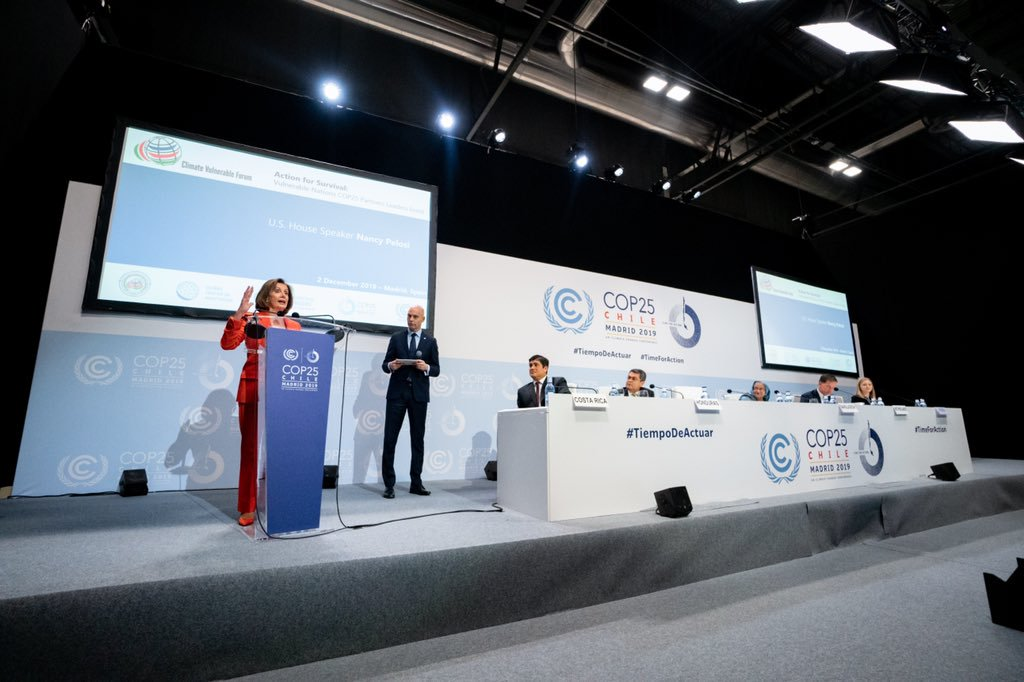
Nancy Pelosi bei ihrer Rede auf der Klimakonferenz

Am Wochenende vor Beginn der Konferenz fand der 4. Globale Klima-Streik statt.
Nancy Pelosi, die Sprecherin des Repräsentantenhauses der Vereinigten Staaten und Leiterin der US-Delegation, bekräftigte in der ersten Verhandlungswoche das anhaltende Engagement der USA im Klimaschutz. Im auf der Konferenz vorgestellten Klima-Risiko-Index von Germanwatch für das Jahr 2018 rückt Deutschland wegen des Extremwetters (Dürre) auf Platz 3 nach Japan (Unwetter, Taifun Jebi) und den Philippinen (Taifun) auf, im Langfrist-Index für die Jahre von 1999 bis 2018 zählen Puerto Rico, Myanmar und Haiti zu den am stärksten von Stürmen, Hochwasser und Dürre betroffenen Staaten.
Am Ende der ersten Konferenzwoche rief die Klimaaktivistin Greta Thunberg bei einer Demonstration am Freitag in Madrid zusammen mit vielen Tausenden Mitdemonstranten der Klimaschutzbewegung die Konferenzteilnehmer zu handfesten Ergebnissen und entschiedeneren Maßnahmen auf. Zu der Teilnehmerzahl wurden unterschiedliche Angaben gemacht: Während Organisatoren und Thunberg selbst von 500.000 Teilnehmern sprachen, gab die Polizei deren Zahl nur mit 15.000 an. In spanischen Medien war von einem „Krieg der Zahlen“ die Rede, die Zeitung El País schätzte die Teilnehmerzahl auf zwischen 25.000 und 35.000. Malte Kreutzfeldt kommentierte in der taz: „Mit so unrealistischen Zahlen tut sich die Bewegung keinen Gefallen.“
Ab Montag der zweiten Konferenzwoche wurde auf Ministerebene verhandelt, 850 Organisationen veranstalteten parallel zur COP25 einen alternativen Klimagipfel, einen "Sozialgipfel für das Klima".
Ort der Tagungen waren Hallen der Messe "IFEMA" in der Nähe des Flughafens. Das spanische Umweltministerium rechnete mit annähernd 25.000 Teilnehmern; für sie wurden vorsorglich 5000 Zimmer in Hotels verschiedener Kategorien reserviert. Die amtierende Umweltministerin Ribera schätzte die Kosten der Veranstaltung auf rund 50 Millionen Euro.
Teilnehmer der Konferenz kritisierten während der Verhandlungen, dass diese nicht der Dringlichkeit der Klimakrise gerecht würden. So äußerte sich Johan Rockström, Leiter des Potsdam-Instituts für Klimafolgenforschung: „Wir laufen Gefahr, uns bei diesen Verhandlungen derart in kleinteiligen Detailfragen zu verlieren, dass wir vergessen den Wald statt der Bäume zu sehen. Es besteht im UN-Prozess die Gefahr einer Enttäuschung, wegen der Unfähigkeit zu erkennen, dass hier ein Notstand vorliegt.“
Das Ergebnis der COP25 wurde in den Medien als Minimalkompromiss bezeichnet und von Natur-, Umwelt- und Klimaschutzorganisationen scharf kritisiert. Infolge wurde die Konferenz von den Medien auch als Nullrunde bezeichnet.